# (20259) Alanhoffman
(20259) Alanhoffman est un astéroïde de la ceinture principale.

## Description
(20259) Alanhoffman est un astéroïde de la ceinture principale. Il fut découvert le 24 mars 1998 à Caussols par le programme ODAS. Il présente une orbite caractérisée par un demi-grand axe de 2,31 UA, une excentricité de 0,10 et une inclinaison de 1,4° par rapport à l'écliptique.

## Compléments